# Bart Hofmeyer
Bart Hofmeyer (Beek, 13 februari 1975) is een Nederlands handbalcoach en voormalig handbalspeler.

## Biografie
Bart Hofmeyer begon met handballen op 14-jarige leeftijd bij HV Caesar in Beek. Hij speelde hierna bij Blauw-Wit en BFC op het hoogste niveau in Nederland. In 2001 verruilde hij BFC voor Bevo, waar hij succesvolle jaren speelt. Voordat hij zijn spelerscarrière bij V&L stopt, speelt hij nog een tijdje bij Maasmechelen.
Als trainer traint hij de dames van Bevo voor een seizoen, en wordt vervolgens trainer bij hij tweede herenteam van Bevo. Op hij einde van het seizoen 2013-2014 werd hij vervangen door Robin Gielen. In 2016 wordt hij trainer van Lions 2 als opvolger van Harold Nüsser, die vertrok naar het eerste herenteam van Bevo. In 2019 wordt Hofmeyer door de terugkerende Harold Nüsser opgevolgd als trainer van Lions 2. Sinds 2020 is hij jeugdtrainer bij HV BFC.
1.  Marc Gorissen ·
2.  Bart Hofmeyer ·
3.  Sven Coonen ·
5.  Richard Curfs ·
6. Eric Strauven ·
7.  Rutger Sanders ·
9.  Swen Kikken ·
10. Lucas Jasczczuk ·
12.  Ruud Wouters ·
13. Dennis Berghs ·
20. Jo Delpire ·
22.  Bart Eykenboom ·
Coach:  Richard Obrusik
· Assistent-coach: George Brepoels
1. Ruud Hanssen ·
2. Bart Hofmeyer ·
3. Teun Hanenberg ·
4. Floris Blom ·
5. Marco Hoogeveen ·
6. Robin Gielen ·
7.  Sergiu Huian ·
8. Gert-Jan de Kleijnen ·
9. Sjoerd Karis ·
10. Dirk Peeters ·
11. Peter Thurlings ·
12. Edwin Korsten ·
13. Ron Klemann ·
14. William Gommans ·
15. Merijn Bruynaers ·
16. Thijs van de Mortel ·
17. Luc van Roij ·
18. Ben Klemann ·
Coach: Piërre Jansen
1. Ruud Hanssen ·
2. Bart Hofmeyer ·
3. Teun Hanenberg ·
4. Floris Blom ·
6. Robin Gielen ·
7. Danny van Katwijk ·
8. Ian Sonnemans ·
9. Sjoerd Karis ·
10. Dirk Peeters ·
11. Peter Thurlings ·
12. Edwin Korsten ·
13. Ron Klemann ·
14. William Gommans ·
15. Merijn Bruynaers ·
16. Thijs van de Mortel ·
17. Robert Kusters ·
18. Ben Klemann ·
Coach: Piërre Jansen
· Assistent-coach: Henk Rutten
Björn Alberts ·
Richard Curfs ·
 Iwein Delanghe ·
Gerben Dijkstra ·
Bart Eijkenboom ·
Bart Hofmeyer ·
Ralf Kerkhoffs ·
 Blagoje Krstev ·
Steven Lichteveld ·
Dennis Mennens ·
Tim Mullens ·
Guy Peters ·
Roy Reusaet ·
Coach:  Jo Smeets
Richard Curfs ·
Bart Eijkenboom ·
Marcel Eurelings ·
Bart Hofmeyer ·
Ralf Kerkhoffs ·
 Blagoje Krstev ·
Maik Onink ·
Guy Peters ·
 David Polfliet ·
 Tom Quintiens ·
Roy Reusaet ·
Bart Voogels ·
Coach:  Jo Smeets
1. Dick Mastenbroek ·
2. Guy Peters ·
3. Richard Curfs ·
4. Ralph Kerkhoffs ·
5. Roy Reubsaet ·
6.  Adeyemi George ·
8. Maik Onink ·
9. Niek Storken ·
10. Marcel Eurelings ·
11. Marco Hauben ·
12. Bart Sillen ·
13. Bart Hofmeyer ·
14.  Johan Lindahl ·
15.  Ifeany Okpocha ·
17. Maurice Muris ·
18. Fred Kerbusch ·
19. Arjan Olsen ·
20. Swen Kikken ·
21. Michiel Heijmans ·
23. Hans Kerbusch ·
Coach:  Jo Smeets
1. Dick Mastenbroek ·
2. Paul Verjans ·
3.  Frode Carlsson ·
4. Ralf Kerkhoffs ·
5. Leon Tummers ·
6.  Johan Lindahl ·
7. Raymond Steijvers ·
8. Maik Onink ·
9. Niek Storken ·
10. Marcel Eurelings ·
11. Marcel Penners ·
12. Theo Broers ·
13. Bart Hofmeyer ·
14. Richard Curfs ·
16. Appie Bogers ·
17. Robert Steijvers ·
Coach: Paul Coenen Wiel Mayntz
1. Theo Boers ·
2. Paul Verjans ·
4. Ralph Kerkhoffs ·
5. Leon Tummers ·
6. Serge van Heel ·
7. Raymond Steijvers ·
8. Swen Coonen ·
9. Niek Storken ·
10. Marcel Eurelings ·
11. Marcel Penners ·
12. Appie Bogers ·
13. Bart Hofmeyer ·
14. Maik Onink ·
15. Roel Goffin ·
16.  Abderajim Atmani ·
17. Patrick Veraart ·
Coach: Guus Cantelberg
· Assistent-coach: Maurice Canton
1. Theo Broers ·
2. Paul Verjans ·
3. Remco Jongen ·
4. Ralf Kerkhoffs ·
5. Maurice Steijvers ·
6. Paul Verjans ·
7. Raymond Steijvers ·
8. Carl Cammaert ·
9. Niek Storken ·
10. Marcel Eurlings ·
11. Swen Kikken ·
13. Bart Hofmeyer ·
14. Eddy Janssen ·
15. Roel Goffin ·
16. Appie Bogers ·
17. Ruud Wouters ·
Coach: Guus Cantelberg